# Hoàng Dung
Hoàng Dung (黄蓉) là nhân vật nữ chính trong tiểu thuyết Anh hùng xạ điêu của Kim Dung. Hoàng Dung cũng xuất hiện trong tác phẩm Thần điêu hiệp lữ (phần thứ hai của Xạ điêu tam bộ khúc bao gồm: Anh hùng xạ điêu, Thần điêu hiệp lữ và Ỷ Thiên Đồ Long ký).
Hoàng Dung là con gái duy nhất của đảo chủ đảo Đào Hoa, Đông Tà Hoàng Dược Sư và Phùng Hằng. Nàng mồ côi mẹ từ nhỏ và được cha nuôi nấng, truyền thụ võ nghệ.
Hoàng Dung còn là bang chủ đời thứ 19 của Cái Bang, nữ đồ đệ duy nhất của Bắc Cái Hồng Thất Công, người tình và sau này trở thành vợ của Quách Tĩnh.

## Tính cách nhân vật
Hoàng Dung là nữ nhân vật được Kim Dung miêu tả từ khi còn là một tiểu cô nương 15 tuổi trong Anh hùng xạ điêu đến khi trở thành thiếu phụ trong Thần điêu hiệp lữ.
Hoàng Dung thừa hưởng sắc đẹp và trí thông minh của mẹ nhưng vì từ nhỏ sớm mồ côi nên tính cách nàng hình thành giống hệt cha - nhanh trí, lém lỉnh nhưng cũng rất tinh quái. 
Hoàng Dung cũng rất ngây thơ, đơn thuần đặc biệt là trong chuyện tình cảm với Quách Tĩnh. Đối với nàng, tình yêu đơn giản là cảm giác hạnh phúc và sự quyến luyến không nỡ rời xa đối với Quách Tĩnh. Quá ngây thơ trong vấn đề tình ái nam nữ nên vài lần nàng đã vô tình khiến Hồng Thất Công và Nhất Đăng đại sư lúng túng.
Tuy bướng bỉnh nhưng Hoàng Dung luôn hết lòng bảo vệ người mình yêu quý và cả người thân của họ. Trong Thần điêu hiệp lữ, dù không thích Dương Quá và lo sợ Dương Quá sẽ giống như Dương Khang nhưng nàng vẫn luôn mong muốn Dương Quá có thể trở thành người tốt, không rơi vào thảm cảnh vạn kiếp bất phục như Dương Khang (đó cũng là một trong những lý do khiến nàng chia rẽ Dương Quá và Tiểu Long Nữ).
Nội tâm Hoàng Dung rất sâu sắc, phần lớn do ảnh hưởng từ cái chết trẻ của mẹ, tình yêu của cha dành cho mẹ và bản thân đối với Quách Tĩnh nên nàng đã sớm nhận ra nỗi khổ của đời người, và theo nàng thì "những thứ càng có linh tính càng dễ dàng mất đi", nàng luôn lo sợ mình sẽ giống như mẹ (ý nói người xinh đẹp, tài năng thường không có kết thúc tốt). Kết cục của gia đình nàng về sau phần nào đã đúng....

## Tài năng, trí tuệ
Hoàng Dung là nữ nhân vật thông minh, kiến thức uyên bác, mọi sự thông minh mưu trí của nàng đều tạo thuận lợi cho những người bên cạnh nàng, từ việc giúp Quách Tĩnh học võ công đến việc bảo vệ thân thể trước Âu Dương Khắc và Âu Dương Phong.
Hoàng Dung võ công rất cao, trên người mặc nhuyễn vị giáp hộ thân đao thương bất nhập đồng thời khiến cho những kẻ háo sắc không thể đến gần. Môn võ công nổi tiếng nhất của nàng là Đả cẩu bổng pháp, ngoài ra còn có võ công học được từ Đông Tà và Bắc Cái. Những môn võ được nàng sử dụng nhiều từ anh hùng xạ điêu đến thần điêu hiệp lữ là Đả cẩu bổng pháp, Mãn thiên hoa vũ trịch kim châm, Lạc anh thần kiếm chưởng, Tiêu dao du và Lan hoa phất huyệt thủ.
Vũ khí Hoàng Dung thường sử dụng là Đả cẩu bổng, bên cạnh đó còn có Nga mi cương thích và kim châm. Ngoài sự đa mưu túc trí, nàng cũng rất am hiểu về nhiều bộ môn khoa học của cha mình, nhờ đó giúp ích rất nhiều cho những lần hành tẩu bôn ba.
Nhờ được Bắc Cái tin tưởng, Hoàng Dung khi dạt trên hoang đảo đã được chọn làm bang chủ thứ 19 của Cái Bang (thay cho Quách Tĩnh vốn thật thà, chậm chạp), nữ bang chủ đầu tiên của Cái Bang.
Hoàng Dung còn có tài nấu ăn "thiên hạ đệ nhất" - theo nhận xét của Hồng Thất Công. Tài nấu ăn của nàng đã giúp Quách Tĩnh học được 15 chiêu Giáng long thập bát chưởng.
Khi Tiểu Long Nữ nhảy xuống đáy Tuyệt Tình Cốc, Hoàng Dung đã nhanh trí nói rằng Tiểu Long Nữ được Nam Hải Thần Y cứu giúp để Dương Quá khỏi nhảy xuống đáy tự vẫn. Nhất Đăng đại sư từng khen nàng là Gia Cát Lượng trong hàng nữ lưu.

## Tình yêu với Quách Tĩnh
Một lần bị Hoàng Dược Sư mắng (do lén lút mang thức ăn cho Châu Bá Thông), Hoàng Dung liền bỏ đi. Trên đường đi cải trang thành ăn mày, nàng vô tình gặp gỡ Quách Tĩnh và nhanh chóng bị thu hút bởi sự ngốc nghếch đáng yêu của chàng. Hoàng Dung là một trong những nhân tố quyết định giúp Quách Tĩnh trở thành một trong những đại anh hùng của tiểu thuyết Kim Dung. Nàng đã giúp Quách Tĩnh học Giáng long thập bát chưởng, võ công của Bắc Cái Hồng Thất Công rồi cùng trở thành đệ tử của người, giúp Quách Tĩnh tìm được Võ mục di thư, tìm ra hung thủ thật sự giết Giang Nam ngũ quái,... Và sau này là cùng Quách Tĩnh trấn thủ thành Tương Dương.
Trên quá trình hành tẩu giang hồ, Hoàng Dung và Quách Tĩnh đã trải qua rất nhiều sóng gió. Tuy vậy sau cùng hai người cũng vượt qua được tất cả và kết làm vợ chồng. Hoàng Dung sinh được ba người con: Quách Phù, Quách Tương và Quách Phá Lỗ.
Trước Thần điêu hiệp lữ, Hoàng Dung truyền lại chức vụ bang chủ cho trưởng lão Lỗ Hữu Cước, để dành thời gian lo cho gia đình. tính cách Hoàng Dung có phần thay đổi, do lần này nàng không còn là một người tự do nữa, mà giờ đây đã mang tư cách là một bang chủ, một người vợ và cũng là một người mẹ, nàng chín chắn hơn nhưng cũng lo nghĩ nhiều hơn (đặc biệt trong ý kiến của nàng với Dương Quá). Song, do quá thông minh và đa mưu mà Hoàng Dung nhiều lần gây khó khăn và tạo nút rối cho nhiều nhân vật thân thiết.
Nhờ tài trí và đầy mưu mẹo, Hoàng Dung làm quân sư cho người chồng Quách Tĩnh bảo vệ thành Tương Dương trước sự xâm lăng của người Mông Cổ. Khi thành Tương Dương thất thủ, gia đình Quách Tĩnh đã tự sát để bảo toàn khí tiết.

## Điện ảnh
- Anh hùng xạ điêu: đã nhiều lần được dựng thành phim cả ở cả Trung Quốc, Hồng Kông và Đài Loan.

Các diễn viên đã thủ vai Hoàng Dung: Điềm Nữu (1958), Mễ Tuyết (1976), Ông Mỹ Linh (1983), Trần Ngọc Liên (1988), Chu Nhân (1994), Châu Tấn (2003), Lâm Y Thần (2008),  Dương Minh Na (2014), Lý Nhất Đồng (2017).